# Epilobium keysseri
Epilobium keysseri är en dunörtsväxtart som beskrevs av Liels. Epilobium keysseri ingår i släktet dunörter, och familjen dunörtsväxter. Inga underarter finns listade i Catalogue of Life.